# Paul Giesler

Paul Giesler

Paul Giesler (* 15. Juni 1895 in Siegen; † 8. Mai 1945 in Bischofswiesen) war von 1941 bis 1943 Gauleiter der NSDAP zunächst von Westfalen-Süd, ab 1942 auch von München-Oberbayern. Zudem war er von 1942 bis 1945 bayerischer Ministerpräsident und gemäß Hitlers politischem Testament ab dem 30. April 1945 der Nachfolger von Heinrich Himmler als Reichsminister des Innern.

## Leben

### Familiärer und sozialer Kontext
Giesler wuchs in Siegen in einer alteingesessenen protestantischen Mittelschicht- und Honoratiorenfamilie auf, sein Vater war Architekt. Im August 1914 meldete er sich als Unterprimaner Kriegsfreiwilliger. Am Ende des Ersten Weltkriegs war er Leutnant und Kompanieführer im Garde-Pionier-Bataillon. Mehrfach verwundet, wurde er mit beiden Klassen des Eisernen Kreuzes ausgezeichnet. Zwischen 1919 und 1921 besuchte Giesler die Höhere Landesbauschule in Darmstadt, die heutige Hochschule Darmstadt, um ebenfalls Architekt zu werden. Von 1922 bis 1933 arbeitete er als selbständiger Architekt in Siegen.
Sein jüngerer Bruder Hermann studierte in München ebenfalls Architektur und wurde von Hitler zum Professor ernannt. Er plante nationalsozialistische Prestigebauten wie die Ordensburg Sonthofen; er und Albert Speer galten als die „Hofarchitekten“ Hitlers.

### Politische Biographie
1919 trat Giesler dem paramilitärischen Stahlhelm bei, dem er bis 1927 angehörte. Ab 1920 war er Mitglied des Jungdeutschen Ordens. Von 1925 bis 1927 war er Bezirksführer des Siegener Kriegervereins. Parteipolitisch organisierte er sich zunächst in der Deutschnationalen Volkspartei (DNVP).
Giesler behauptete später, bereits 1922 in die NSDAP eingetreten zu sein, die SA im Siegerland mitbegründet zu haben und ab 1924 als Parteiredner für die NSDAP tätig gewesen zu sein. Zum 1. Januar 1928 trat er der neu gegründeten Partei bei (Mitgliedsnummer 72.741). Mit dieser Parteinummer war er „Alter Kämpfer“ und Inhaber des Ehrenzeichens „Alte Garde“ („Goldenes Parteiabzeichen“). Gesichert gehörte er der SA mindestens seit 1929 an. Laut einer mündlichen Überlieferung war er einer der vor 1932 agierenden Leiter der Ortsgruppe Siegen.
Giesler repräsentierte eine besonders aggressive und aktionistische Strömung innerhalb der regionalen NSDAP. Dabei betonte er zugleich gerne seine enge Bindung an den Protestantismus. Überliefert ist aus einer Wahlrede 1930 in einem Siegerländer Evangelischen Volkshaus die politische Ankündigung, „das Haus [= Weimarer Demokratie] zu säubern, das Unkraut und die organisierte Minderwertigkeit mit der Wurzel auszureißen und zu vertilgen“.
Seit 1932 war Giesler Führer der Siegerländer und Wittgensteiner SA. Er war als Organisator und Beteiligter schwerer Übergriffe gegen Gegner der Nationalsozialisten weithin berüchtigt: So unterstand ihm eine SA-Gruppe mit dem Beinamen „Rollkommando Odendahl“, die für Ausschreitungen vor wie nach der Machtübergabe an die Nationalsozialisten verantwortlich war. Als SA, SS und Stahlhelm im März 1933 zur Hilfspolizei ernannt wurden, setzte er die Mitglieder des Kommandos an die Spitze der Ernennungsliste. Am 2. Mai 1933 überfiel eine von Giesler und dem Führer dieses Rollkommandos geleitete SA-Abteilung das „Haus der Arbeit“ des Allgemeinen Deutschen Gewerkschaftsbundes (ADGB), der SPD und der sozialdemokratischen Siegener Volkszeitung. Die Gruppe verwüstete gemeinschaftlich die Räume, misshandelte die Anwesenden vor ihrer Inhaftierung unter anderem durch „Schläge mit Karabinerkolben und Stahlruten über den Kopf“.
Am 19. Juli 1933 nahm Giesler an der Spitze eines SA-Kommandos den Direktor der fürstlich-berleburgischen Rentkammer Gotthold Reinhardt fest. Reinhardt hatte die wirtschaftspolitischen Vorstellungen der Nationalsozialisten kritisiert und eine Unterstützungszahlung an die SA verweigert. In der Zelle prügelte Giesler derart brutal auf Reinhardt ein, dass dieser einen Schädelbruch davontrug. „Wenn er die Zelle verläßt“, ordnete Giesler an, „erschießen!“ Am 7. September 1933 wurde Reinhardts Rechtsanwalt von der SA aus seinem Haus geholt und „mit einem umgehängten Schild, auf dem zu lesen stand: ‚Ich habe die SA. beleidigt, ich bin ein gemeingefährlicher Volksschädling‘ […] unter Musikbegleitung durch die […] Stadt geführt“. An der Spitze des Zuges marschierte Giesler, der anschließend neben dem Festgenommenen vor 2.000 Berleburgern eine Hetz- und Hohnrede gegen sein Opfer hielt.
Von März 1933 bis April 1934 war Giesler Stadtrat in Siegen. Am 12. November 1933 wurde er Abgeordneter im bedeutungslosen Reichstag. Vom 1. September 1933 bis zum 14. März 1934 war er Führer der SA-Brigade 68, um dann bis 30. Juni 1934 die SA-Gruppe Westfalen mit Sitz in Dortmund zu übernehmen. Am 20. April 1934 wurde er zum SA-Brigadeführer befördert. Während des sogenannten Röhm-Putsches war Giesler in Urlaub und entging so seiner Verhaftung und möglichen Ermordung. Der Gauleiter von Westfalen-Süd, Josef Wagner, klagte ihn einen Monat später am 30. Juli 1934 vor dem Obersten Parteigericht der NSDAP als mutmaßlichen Anhänger des zwischenzeitlich ermordeten SA-Stabschefs Ernst Röhm an. Am 10. April 1935 sprach das Parteigericht Giesler mangels Beweisen frei, erteilte ihm aber die Auflage, sich von seinem Geburtsort Siegen und seinem bisherigen Wirkungskreis fernzuhalten.
Giesler übernahm am 15. Mai 1935 die SA-Brigade 63 „Oldenburg-Ostfriesland“ als Führer, wechselte dann am 1. September 1936 als Stabsführer der SA-Gruppe „Hochland“ nach München. Am 9. November 1937 wurde Giesler zum SA-Gruppenführer befördert.
Nach dem Anschluss Österreichs baute er zwischen dem 1. Juni 1938 und dem 6. September 1941 in Linz die SA-Gruppe „Alpenland“ auf.
1938 meldete sich Giesler als Reserveoffizier zur Wehrmacht und nahm als Kompaniechef 1939 am deutschen Überfall auf Polen und 1940 am Angriff im Westen teil. Erneut verwundet, erhielt er die Spange zum Eisernen Kreuz zweiter Klasse.
Im August 1941 wurde Giesler als Günstling Martin Bormanns, des Leiters der Parteikanzlei und engen Vertrauten Hitlers, Gauleiter von Westfalen-Süd. Giesler löste nach einer von Bormann, Himmler und Goebbels eingefädelten Intrige Josef Wagner ab (der 1934 das oben genannte Parteigerichtsverfahren gegen Giesler betrieben hatte). Als Gauleiter hatte Giesler weitere Funktionen: Preußischer Staatsrat, als Gauwohnungskommissar regionaler Vertreter des Reichswohnungskommissars Robert Ley und ab 6. April 1942 Gaubeauftragter des „Generalbevollmächtigten für den Arbeitseinsatz“, Fritz Sauckel, ferner Reichsverteidigungskommissar für den Gau Westfalen-Süd.
Am 23. Juni 1942 setzte Hitler Paul Giesler als geschäftsführenden Gauleiter des Gaus München-Oberbayern ein. Dieser Gau hatte wegen der Gründung der NSDAP in München als sogenannter „Traditionsgau“ eine besondere Bedeutung. Der bisherige Gauleiter Adolf Wagner war durch einen Schlaganfall dienstunfähig geworden. Giesler übernahm geschäftsführend auch Wagners bisherige Ämter als bayerischer Innenminister und Kultusminister im Kabinett Siebert. Weiterhin wurde er auch in München Gauwohnungskommissar und Gaubeauftragter des „Generalbevollmächtigten für den Arbeitseinsatz“ und fungierte als Reichsverteidigungskommissar für die Wehrkreise VII (München) und XIII (Nürnberg). 
Als der bayerische Ministerpräsident Ludwig Siebert am 1. November 1942 starb, übernahm Giesler geschäftsführend auch dessen Ämter als Ministerpräsident und Minister für Finanzen und Wirtschaft. Sein Kabinett bestand jedoch nur aus ihm selbst, da er de facto auch alle vier Ministerposten bekleidete. Durch das Gesetz über den Neuaufbau des Reichs vom 30. Januar 1934 hatte Bayern bereits seine Eigenstaatlichkeit verloren und so einen Bedeutungsverlust erlitten. Nach dem Tod des nominellen Gauleiters Adolf Wagner wurde Giesler am 12. April 1944 auch offiziell Wagners wie auch Sieberts Nachfolger.
Seine bisherigen Funktionen im Gau Westfalen-Süd behielt Giesler bis zum 18. Juni 1943 bei, allerdings wurde schon am 26. Januar 1943 Albert Hoffmann zum geschäftsführenden Gauleiter dieses Gaus bestellt.
Eine Rede Gieslers bei der 470-Jahr-Feier der Münchner Universität am 13. Januar 1943 führte zu tumultartigen Protesten. Unter den Zuhörerinnen befand sich auch Sophie Scholl. Er beschimpfte Studentinnen, sich herumzutreiben. Sie sollten stattdessen „dem Führer ein Kind schenken“, er werde auch seine Adjutanten zu dem Zweck vorbeischicken. Von Studenten wurde der Angetrunkene aus dem Raum gedrängt. Protestierende Studentinnen wurden im Anschluss festgenommen. Nach der Festnahme der Mitglieder der Widerstandsgruppe der Weißen Rose trat er für besondere Härte ein; die Hinrichtungen sollten öffentlich vollstreckt werden.
Am 30. Januar 1943 zum SA-Obergruppenführer ernannt, war Giesler ab dem 25. September 1944 Organisator und Führer des Volkssturms in seinem Gau. Noch im Januar 1945 erließ er in der Münchner Feldpost eine von Fanatismus geprägte Parole: „Der Haß muß freie Bahn haben. Unsere haßerfüllte Gesinnung muß dem Gegner wie eine versengende Glut entgegenschlagen.“
Als im April 1945 westalliierte Truppen nach Bayern vorstießen, wurde er zum „Reichsverteidigungskommissar Süd“ ernannt und war damit auch für die benachbarten Gaue Schwaben, Salzburg, Oberdonau und Tirol zuständig.

### Endphase
Mit Hilfe von SS-Einheiten schlug Giesler am 28. und 29. April 1945 in München die „Freiheitsaktion Bayern“ unter dem Hauptmann Rupprecht Gerngross nieder. Wenige Stunden und Tage vor dem Einmarsch von US-Truppen wurden auf Gieslers Befehl mehr als 100 Menschen ermordet („Endphaseverbrechen“). In der kollektiven Erinnerung hat die „Penzberger Mordnacht“ Bedeutung: Im oberbayerischen Penzberg war unter Führung des früheren SPD-Bürgermeisters Hans Rummer der nationalsozialistische Bürgermeister abgesetzt worden. Auf Geheiß Gieslers – „Rummer und seine Leute werden umgelegt“ – wurden am 28. April 1945 in Penzberg 16 Menschen erschossen oder erhängt.
Hitler ernannte in seinem politischen Testament am 29. April 1945 Giesler als Nachfolger Himmlers zum neuen Reichsminister des Innern. Da die Reichsregierung sich in Auflösung befand, hatte die Ernennung keine praktische Bedeutung. Giesler selber flüchtete am 29. April mit dem Gaustab und Verwandten vor den anrückenden US-Truppen aus München.
Gieslers Tod ist im Sterbebuch der Katholischen Pfarrei Berchtesgaden für den 8. Mai 1945 dokumentiert. Die Angaben zu Gieslers Todesumständen sind widersprüchlich und ungesichert: Er soll am 1. Mai 1945 zusammen mit seiner Frau und seiner Schwiegermutter einen Suizidversuch mit Hilfe von Schlafmitteln unternommen haben, der misslungen sei. Am folgenden Tag erschoss Giesler in einem Waldstück in der Nähe des Hintersees seine Frau. Ein möglicherweise zweiter Suizidversuch hatte nach einiger Zeit Erfolg: Durch einen Kopfschuss schwer verwundet, wurde Giesler in ein Lazarett im Bischofswieser Ortsteil Stanggaß, nahe Berchtesgaden, gebracht, wo er einige Tage später starb.

## Ungedruckte und gedruckte Quellen
- Stadtarchiv Bad Berleburg, Nr. 151 neu, Bericht Gotthold Reinhardt, 6. Juli 1946.
- Institut für Zeitgeschichte München: „Dossier Paul Giesler, Zeitungsausschnittsammlung“.
- Das Volk, 10. Februar 1925.
- Wittgensteiner National-Zeitung, 8. September 1933.
- Siegerländer National-Zeitung, 3. April 1934.
- Im tobenden Kampf zum Äußersten bereit. Gauleiter Paul Giesler zur Führerschaft des Traditionsgaues. In: Völkischer Beobachter. 14. März 1945.
- Paul Giesler: „Wir müssen hassen lernen.“ In: Völkischer Beobachter. 24. März 1945.